# منطقة وصاية ديماك
ديماك (بالجاوية: ꦢꦼꦩꦏ꧀)‏ هي منطقة وصاية تقع في مقاطعة جاوة الوسطى الإندونيسية، على الساحل الشمالي للجزيرة. تحدها منطقة جيبارا وبحر جاوة من الشمال، ومن الشرق منطقتا القدس وجروبوجان، ومن الجنوب منطقتا جروبوجان وسيمارانغ، ومن الغرب منطقة سيمارانغ ومدينة سيمارانغ، إلى الضاحيتان مرانغين و سايونغ. تغطي منطقة الوصاية مساحة 897.43 كـم2 (346.50 ميل2) ويبلغ عدد سكانها 1،055،579 في تعداد 2010  و 1،203،956 في تعداد 2020.  كانت في الأصل مركز سلطنة ديماك، التي كانت ذات يوم قوة مهيمنة في المنطقة. نظرًا لعلاقتها القوية بانتشار الإسلام في جاوة والأولياء التسعة، يشار إليها أحيانًا باللقب Kota Wali بمعنى مدينة الأولياء .

## تاريخ

### فترة ما قبل الاستعمار
كانت المنطقة جزءًا من إمبراطورية ماجاباهيت خلال أوجها حوالي القرن الرابع عشر. تأسست المدينة نفسها في وقت ما في أواخر القرن الخامس عشر، ربما على يد صيني أصبحت سلالته فيما بعد سلاطين ديماك. عُرف السلطان الأول باسم رادن باتاه، الذي كان تابعًا لماجاباهيت حتى عام 1478.  تأسست المدينة كميناء بحري ، بجانب Muria Palaeostrait الذي لم يعد موجودًا الآن والذي يفصل جاوة عن جزيرة موريا (الآن جبل موريا ) ، على الرغم من أن الطمي قد حول الآن الممر المائي بالكامل إلى اليابسة.  توسعت السلطنة على حساب تناقص ماجاباهيت وأجزائها، حيث احتلت المنطقة الساحلية من توبان حوالي عام 1527 ووصلت إلى المناطق الداخلية حتى مالانج بحلول عام 1546.  كعاصمة، أصبحت المدينة مركزًا مهمًا للتجارة وانتشار الإسلام عبر الجزيرة، وقاعدة شبه ملفقة للأولياء التسعة. عند انهيار السلطنة، تم احتلال المنطقة بدورها من قبل سلطنة باجانغ وماتارام.  بدأ الميناء البحري في الطمي في وقت ما في القرن السابع عشر، مما قلل من أهمية المنطقة كميناء بحري.

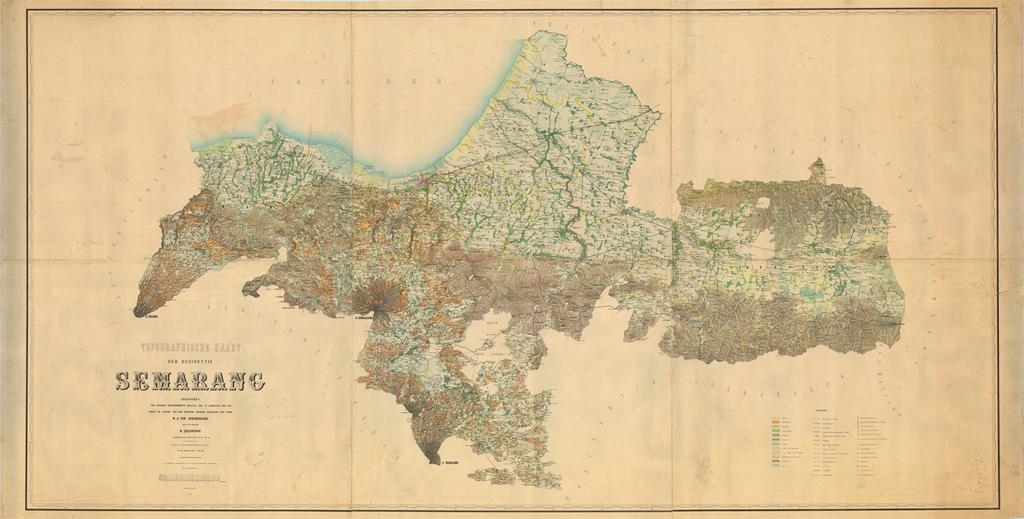
إقامة سيمارانج عام 1889. ديماك هي المنطقة التي يواجه الساحل فيها الشمال الغربي باتجاه بحر جاوة.

### عصر جزر الهند الشرقية الهولندية
بدأ الوجود المباشر لشركة الهند الشرقية الهولندية في جاوة عند الاستيلاء على جاياكرتا ( جاكرتا الآن، ثم باتافيا) في عام 1619. في القرن الثامن عشر، أشعلت مذبحة للذين أصولهم صينية في باتافيا حربًا بين شركة الهند الشرقية الهولندية و ماتارام، مما أدى إلى هزيمة الأخير والتنازل عن الساحل الشمالي لجاوة، بما في ذلك ديماك، إلى الهولنديين.  عند حل شركة الهند الشرقية الهولندية في أواخر عام 1799، تم نقل إدارة المنطقة مع بقية أراضي شركة الهند الشرقية الهولندية إلى الحكومة الهولندية بينما تم تقليص ماتارام إلى عدة ولايات مجزأة في الساحل الجنوبي لجاوة، بما في ذلك يوجياكارتا وسوراكارتا.
كجزء من جزر الهند الشرقية الهولندية، تم تنظيم ديماك مع سمارانغ المجاورة في <i id="mwSQ">إقامة سيمارانغ</i> باسم منطقة وصاية ديماك  ولاحقًا في مقاطعة جاوة الوسطى عند استقلال إندونيسيا.

## اقتصاد
في عام 2014 ، بلغ الناتج المحلي الإجمالي الإقليمي للمنطقة 14.078 تريليون روبية (1.133 مليار دولار أمريكي) أو 12.73 مليون روبية للفرد (1025 دولارًا أمريكيًا) ،  :369مع كون قطاعي الزراعة والتصنيع أكبر المساهمين. يعتبر الأرز من أهم المنتجات الزراعية ، حيث تم حصاد 608،532 طن في عام 2016 من 69,975 هكتار (172,910 أكر) من الأراضي المزروعة.  :212
يجري حاليًا إنشاء حديقة صناعية 300 هكتار (740 أكر) تهدف إلى تعزيز الاستثمار في المنطقة. 

## المناطق الإدارية
تتألف المنطقة من أربعة عشر ضاحية ( kecamatan ) ، مرتبة أدناه مع مناطقها وسكانها في تعداد 2010  وتعداد 2020.  يتضمن الجدول أيضًا مواقع المراكز الإدارية للمنطقة ، وعدد القرى الإدارية ( ديسا الريفية والحضرية كلوراهان ) في كل منطقة والرمز البريدي الخاص بها.
| اسم          | منطقة </br> في </br> كم 2 | بوبن </br> التعداد </br> 2010 | بوبن </br> التعداد </br> 2020 | إداري </br> مركز | رقم. </br> من </br> القرى | بريد </br> الشفرة  |
| ------------ | ------------------------- | ----------------------------- | ----------------------------- | ---------------- | ------------------------- | ------------------ |
| Mranggen     | 72.22                     | 157143                        | 175722                        | Mranggen         | 19                        | 59567              |
| كارانجوين    | 66.95                     | 82،814                        | 94653                         | كارانجوين        | 12                        | 59566              |
| جونتور       | 57.53                     | 72312                         | 86122                         | جونتور           | 20                        | 59565              |
| سايونج       | 78.69                     | 96758                         | 105712                        | سايونج           | 20                        | 59563              |
| Karangtengah | 51.55                     | 59.075                        | 68،781                        | Karangtengah     | 17                        | 59561              |
| بونانج       | 83.24                     | 95796                         | 106.712                       | بونانج           | 21                        | 59552 </br> (أ)    |
| ديماك        | 61.13                     | 98127                         | 110،165                       | ديماك            | 19                        | 59511 </br> -59517 |
| ونوسالام     | 57.88                     | 71485                         | 84662                         | ونوسالام         | 21                        | 59571              |
| ديمبيت       | 61.61                     | 51.092                        | 59689                         | ديمبيت           | 16                        | 59573              |
| كيبوناغونغ   | 41.99                     | 37649                         | 41560                         | كيبوناغونغ       | 14                        | 59583              |
| جاجاه        | 47.83                     | 43،014                        | 51735                         | جاجاه            | 18                        | 59581              |
| كارانجانيار  | 67.76                     | 68182                         | 77.535                        | كارانجانيار      | 17                        | 59582              |
| ميجين        | 50.29                     | 50305                         | 58287                         | ميجين            | 15                        | 59584              |
| ويدونج       | 98.76                     | 71827                         | 82،621                        | ويدونج           | 20                        | 59554              |
| المجاميع     | 897.43                    | 1،055،579                     | 1،203،956                     | ديماك            | 249                       |                    |

ملاحظة: (أ) باستثناء desa of Kembangan ، التي لديها رمز بريدي 59511.

## أنظر أيضا
- سلطنة ديماك
- ديماك (بلدة)